# BQ-3飛行炸彈
Fairchild BQ-3，同時也稱為Model 79，是一款由費爾柴德根據其自家產品AT-21砲手教練機，研發的早期消耗性無人航空載具，當時被稱為“突擊無人機”。雖然BQ-3已進入試飛階段，然而導引飛彈的技術進步使突擊無人很快就過時了，因此該型號並未生產。

## 發展
BQ-3的開發始於1942年7月10日，該計畫是在當年3月啟動的"空中魚雷(aerial torpedoes)"（攜帶內置炸藥的無人機）開發計畫下開始的。陸軍航空軍隨後與費爾柴德簽約並建造兩架BQ-3原型機，該原型機源於當時服役於美國陸軍空軍服役的AT-21砲手教練機。
XBQ-3是一款雙引擎、下翼飛機，配備可伸縮三輪起落架和雙尾翼。 儘管能是透過無線電控制和電視輔助進行操作，但BQ-3還是擁有一個駕駛艙，供飛行員進行測試和渡輪飛行。發動機採用2具Ranger V-770-15,直列活塞發動機。在無人配置下，飛機可攜帶高達4,000磅（1,800公斤）的炸藥。
XBQ-3於1944年7月進行首飛；。然而不久後，其中一架原型機即在迫降中受損。儘管發生了事故，飛行測試仍在繼續。然而，在測試中，軍方發現攻擊飛行炸彈與傳統轟炸機相比沒有顯著優勢，同時導引飛彈的技術快速進步中，因而該計劃在1944年底被取消。

## 延伸閱讀
- Bridgman, Leonard (编). . London: MacMillan. 1947. ASIN B000RMJ7FU.
- Craven, Wesley F; Cate, James L (编). . VI, Men & Planes. Chicago, IL: University of Chicago Press. 1955. LCCN 48-3657.
- Parsch, Andreas. . Directory of U.S. Military Rockets and Missiles, Appendix 1: Early Missiles and Drones. designation-systems.net. 2003  [2013-01-23]. （原始内容存档于2013-05-10）.
- Ross, Frank. . New York: Lothrop, Lee & Shepard. 1951. ASIN B001LGSGX0.
- Werrell, Kenneth P. . Maxwell AFB, Alabama: Air University Press. 1985. ISBN 978-1478363057.